# Дзялынский, Адам-Тит
Граф Адам-Тит Дзялынский (пол. Adam Tytus Działyński; 24 декабря 1796, Познань, Южная Пруссия — 12 апреля 1861, Познань) — польский библиофил, коллекционер, историк и политик из рода Дзялынских. Известен как собиратель польских рукописей и старопечатных книг, автор статей по истории Польши и основатель Курницкой библиотеки.

## Биография
Родился 24 декабря 1796 года в городе Познани. Учился во Франции в Парижской политехнической школе. Близкие сношения с Чацким, Немцевичем, Альбертранди и другими пробудили в нём любовь к собиранию памятников польской литературы и истории. 

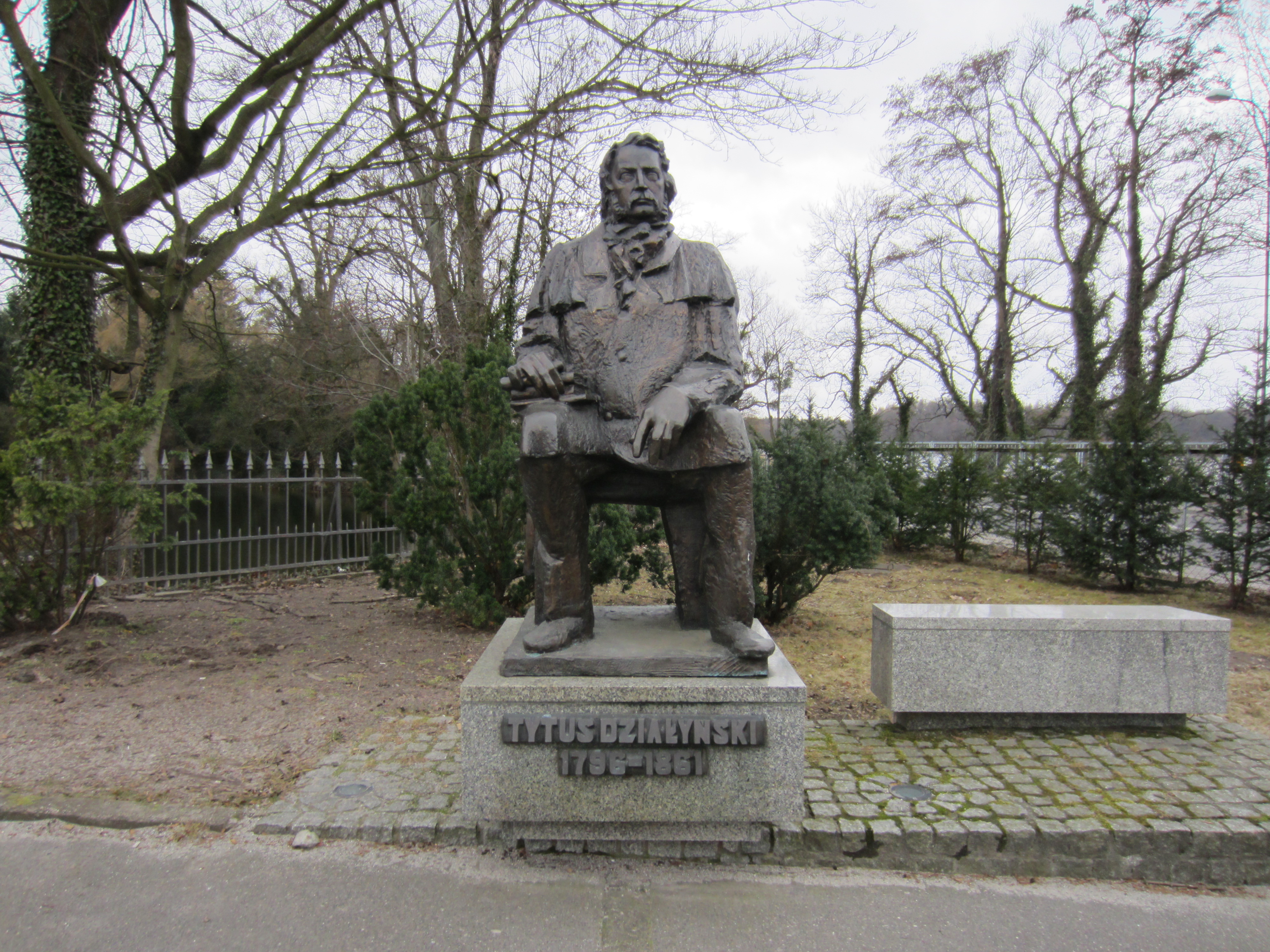
Памятник Титу Дзылынскому в Познани

После Парижского мира он поселился в родовой Курницкой усадьбе, полностью её перестроил и занялся обогащением и упорядочением своего драгоценного книгохранилища. Создал Курницкий дендрарий, один из крупнейших в Европе.
С этой целью он объезжал польские монастыри, посетил Швецию, Данию, Чехию, Германию, Францию, купил множество рукописей и редких книг (в том числе собрание рукописей Квятковского, библиотеки Яна Лукашевича и Огинского) и таким образом создал одну из богатейших польских библиотек.
Издавал в польских, французских и немецких журналах исторические материалы, собранные им во время поездок. Эти издания много содействовали разъяснению польской истории и отчасти послужили основой для трудов новой польской исторической школы. Капитальных трудов не оставил.
Живя в Великом княжестве Познанском, участвовал в провинциальных сеймах, а в 1850 году был единственным польским депутатом на Эрфуртском сейме.
Граф Адам-Тит Дзялынский умер 12 апреля 1861 года в родном городе.
От брака с Целестиной Замойской, дочерью Станислава Замойского имел четырёх дочерей и сына Иоанна.